# Da Cor do Pecado
Da Cor do Pecado é uma telenovela brasileira produzida e exibida pela TV Globo de 26 de janeiro a 27 de agosto de 2004, em 185 capítulos. Substituiu Kubanacan e foi substituída por Começar de Novo, sendo a 66ª "novela das sete" exibida pela emissora.
Escrita por João Emanuel Carneiro, com colaboração de Ângela Carneiro, Vincent Villari e Vinícius Vianna, contou com a supervisão de texto de Silvio de Abreu. A direção foi de Paulo Silvestrini e Maria de Médicis, com direção geral de Luiz Henrique Rios e Denise Saraceni, também diretora de núcleo.
Contou com Taís Araújo, Reynaldo Gianecchini, Giovanna Antonelli, Guilherme Weber, Leonardo Brício, Alinne Moraes, Aracy Balabanian, Rosi Campos,Sérgio Malheiros e Lima Duarte nos papéis principais.

## Enredo
No final da década de 1960, o empresário Afonso Lambertini tem um romance com uma copeira da sua mansão, Edilásia Sardinha, que engravida. Afonso é marido de Sílvia, mulher de saúde frágil a quem ama, e abre o jogo para a esposa. Esta aceita criar o filho do marido. Porém Edilásia esconde de Afonso que está grávida de gêmeos, dois meninos. Germana, a governanta da casa e grande amiga de Afonso e Sílvia, ajuda Edilásia a fugir, deixando um menino com Afonso e levando o outro. Pouco tempo depois, Sílvia morre, mergulhando Afonso em depressão e o destinando a viver sua vida dentro de sua enorme mansão, saindo apenas para administrar suas empresas do Grupo Lambertini, tornando-se um dos homens mais ricos do mundo. Afonso, no entanto, vai se tornando, igual à evolução de sua fortuna, cada vez mais amargurado e solitário.
27 anos se passam, e Paco, filho de Afonso, é um botânico bastante dedicado à sua profissão e que não concorda nem um pouco com os atos do pai, que desmata e queima para realizar seus multimilionários empreendimentos. Paco nem suspeita que possui um irmão gêmeo e não conhece sua mãe biológica, Edilásia, achando que é filho único de Sílvia. Numa viagem para o Maranhão, Paco conhece Preta, linda moça negra de São Luís do Maranhão que vende ervas na barraca junto com sua mãe, Lita. Paco a conhece numa roda de dança de tambor de crioula, em que Preta dança provocante e sensual, olhando para ele. É amor à primeira vista e eles trocam juras de paixão eterna, porém Preta está desconfiada de que um homem branco e rico a ame de verdade, por ser negra e pobre. Paco é noivo de Bárbara, mulher ardilosa e manipuladora, que fará de tudo para que o romance dos dois acabe e ela fique com a herança de Afonso, saindo assim da decadência financeira em que vive. Costuma referir-se a Preta de modo pejorativo, tratando-a por "neguinha" e a acusando de ser interesseira.

Caio Blat, Reynaldo Gianecchini, Rosi Campos, Cauã Reymond, Leonardo Brício e Pedro Neschling caracterizados como a Família Sardinha.

Enquanto isso, Apolo vive com sua mãe Edilásia e seus quatro meio-irmãos: os lutadores Ulisses, Thor, Abelardo e Dionísio na beira da praia, com uma vida simples, porém bastante afetuosa. Edilásia, chamada pelos filhos de Mamushka, é uma mulher divertida, porém rígida e triste por ter deixado o outro filho, Paco, nas mãos de um homem poderoso como Afonso. Seu falecido marido, Napoleão Sardinha, fora um grande lutador de luta livre e é venerado por toda a família, que também pratica o esporte (com exceção do pacifista Abelardo, que deseja ser maquiador). Apolo não sabe a verdade e pensa ser filho de Napoleão, segundo marido de Edilásia que aceitou criar e registrar Apolo ainda recém-nascido. Os três filhos mais novos se envolvem com Tina, uma cômica e ousada moça que acaba entrando para a família, apesar das constantes brigas com Edilásia. O pesadelo da família é exatamente as irmãs lutadoras de uma família rival – Greta, Nieta e Natasha – que ameaçam o reinado de Tina no coração dos homens da praia e dos irmãos Sardinha no tatame.
A história também tem outros núcleos, como o de Pai Helinho, um falso pai-de-santo maranhense, amigo de Preta, que enrola as pessoas fingindo ter visões e incorporações, sempre com a ajuda de seu fiel parceiro, Cezinha. Tem as divertidas confusões de Edu e Verinha, os pais trambiqueiros de Bárbara, que são divorciados e que adoram fazer pose de bacana, mas que vivem na maior dureza, sendo sustentados por Bárbara. Os dois apoiam completamente o golpe da filha sobre Paco, só para poderem sair da decadência em que vivem. Na trama ainda tem Moa, uma surfista apaixonada pelo esporte e que acaba se envolvendo com Apolo, Ulisses, Thor, Abelardo e Dionísio, confundindo a vida dos cinco. E ainda há a história de Kaíke, o amante de Bárbara cego de amor por ela e que fará tudo o que a moça pedir, incluindo armadilhas para separar Paco e Preta.
É em uma dessas armadilhas em que Paco se desilude com Preta: Kaíke e Bárbara fazem parecer que Preta comprou quase cinquenta mil reais em eletrodomésticos e móveis para a sua casa, usando os cartões de crédito do namorado, e ainda o traiu com seu ex-namorado, o marginal Dodô, que foi comparsa de Bárbara em algumas de suas armações. Ao mesmo tempo, Paco descobre que Bárbara está grávida dele - quando na verdade o filho é de Kaíke - e tem uma briga feia com seu pai. Logo, Paco descobre que Bárbara é amante de Kaíke, e fica uma fera com ela. A víbora convence Afonso a internar Paco numa clínica para loucos. Tudo isso culmina numa viagem de helicóptero de Paco com Bárbara. Ao mesmo tempo, Apolo e Ulisses estão viajando pelo Brasil com um veleiro. Numa noite, os irmãos hospedam alguns homens com aparência estranha. Ulisses descobre que eles estão transportando quase cem milhões de dólares em ouro, roubados do Grupo Lambertini. Ao saberem que Ulisses descobriu a mentira, os homens tentam matá-lo, porém Apolo impede e é "morto", caindo no mar juntamente com todo o ouro. Os homens então, fogem. Na manhã seguinte, Paco, cheio de rancor da vida, joga o helicóptero onde estava com Bárbara ao mar. Esta escapa, mas ele fica preso após ela bater com um ferro na sua cabeça. Quem o salva da morte é Ulisses, que coincidentemente estava no mesmo lugar. Ulisses, ainda sentindo-se culpado pela morte do irmão, julga que Paco é Apolo, pois os dois são perfeitamente idênticos. Paco então prova a Ulisses que não é Apolo, e os dois ficam intrigados. Ulisses, porém, não tem coragem de contar à mãe que seu filho "favorito" morreu e sugere a Paco que fique no seu lugar. Vendo uma chance única de abandonar a vida cercada de falsidades e brutalidades de todos os que convivem à sua volta, podendo começar uma nova vida do zero, Paco aceita. Ao mesmo tempo, no Maranhão, Preta tem duas notícias: a primeira é que Paco, o amor da sua vida, morreu. A segunda é que ela está grávida de Paco.
Oito anos se passam. Paco ainda está no Maranhão com Ulisses, se preparando para a volta para casa. Preta é mãe de Raí, menino peralta porém de bom coração, e quer provar que o menino é filho de Paco. Para isso, vai a cidade do Rio de Janeiro, após a morte de Lita, sua mãe. Lá está Bárbara e seu filho problemático Otávio, maltratado pela mãe. Bárbara se casa com Tony, um empregado de Afonso inescrupuloso e calculista que quer se vingar do empresário, já que ele culpa a falência de seu pai em Afonso. Os dois armarão de tudo para que Preta não prove que Raí é filho de Paco. Agora, Paco - fingindo ser Apolo - e Ulisses estão de volta, e as vidas de todos - Paco, Preta, Bárbara, Tony, Raí, Otávio, Afonso, Germana, Edilásia e Kaíke - irão mudar com a volta e a descoberta para alguns deste irmão gêmeo: Apolo, que não estava morto, apenas desmemoriado.

## Elenco
| Intérprete           | Personagem                                        |
| -------------------- | ------------------------------------------------- |
| Taís Araújo          | Preta de Souza                                    |
| Reynaldo Gianecchini | Paco Lambertini                                   |
| Reynaldo Gianecchini | Apolo Sardinha                                    |
| Giovanna Antonelli   | Bárbara Campos Sodré                              |
| Lima Duarte          | Afonso Lambertini                                 |
| Rosi Campos          | Edilásia Sardinha (Mamuska)                       |
| Guilherme Weber      | Tony Peixoto de Almeida                           |
| Aracy Balabanian     | Germana Pacheco                                   |
| Leonardo Brício      | Ulisses Sardinha                                  |
| Caio Blat            | Abelardo Sardinha (Bel)                           |
| Cauã Reymond         | Thor Sardinha                                     |
| Pedro Neschling      | Dionísio Sardinha (Dio)                           |
| Karina Bacchi        | Tina Fuchs                                        |
| Matheus Nachtergaele | Hélio Damasceno (Pai Helinho)                     |
| Sérgio Malheiros     | Raí de Souza Lambertini                           |
| Felipe Latgé         | Otávio Lambertini                                 |
| Maitê Proença        | Vera Campos Sodré (Verinha)                       |
| Ney Latorraca        | Eduardo Campos Sodré (Edu)                        |
| Alinne Moraes        | Moa Nascimento                                    |
| Rocco Pitanga        | Felipe Garcia                                     |
| Tuca Andrada         | Kaíke Oliveira                                    |
| Liliana Castro       | Olívia                                            |
| Vanessa Gerbelli     | Constância Oswaldina Ramirez (Tancinha) / Zuleide |
| Graziela Moretto     | Rebeca Valfrida Sampaio (Beki)                    |
| Sidney Magal         | Comandante Frazão                                 |
| Thiago Martins       | Gustavo Saldanha (Sal)                            |
| Giordanna Forte      | Walkíria (Kika)                                   |
| Mônica Torres        | Nívea                                             |
| Victor Perales       | Brasilino (Brad)                                  |
| Arlindo Lopes        | Cezinha                                           |
| Jorge Coutinho       | Ítalo Garcia                                      |
| Maria Rosa           | Laura Garcia                                      |
| Marilu Bueno         | Stela                                             |
| Carmen Frenzel       | Creusa                                            |

### Participações especiais
| Intérprete             | Personagem                                                 |
| ---------------------- | ---------------------------------------------------------- |
| Jonathan Haagensen     | Adroaldo da Silva (Dodô)                                   |
| Francisco Cuoco        | Pai Gaudêncio                                              |
| Solange Couto          | Dona Lita de Souza                                         |
| Samara Felippo         | Greta Bazarov                                              |
| Fernanda Paes Leme     | Nieta Bazarov                                              |
| Tarciana Saad          | Natasha Bazaróv                                            |
| Carolina Dieckmann     | Júlia                                                      |
| Glória Menezes         | Kiki                                                       |
| Sérgio Guizé           | Guilherme                                                  |
| Flávia Alessandra      | Lena                                                       |
| Kadu Moliterno         | Locutor do campeonato de surf                              |
| Natália Lage           | Roxane                                                     |
| Rômulo Estrela         | Minotauro                                                  |
| Rodrigo Hilbert        | Roberval                                                   |
| Ivone Hoffmann         | Marina                                                     |
| Sérgio Mamberti        | Desembargador                                              |
| Giuseppe Oristânio     | Sérgio                                                     |
| Roger Gobeth           | Beto                                                       |
| Milena Toscano         | Tiete de Thor e Dionísio[carece de fontes?]                |
| Daniel Erthal          | Pedra                                                      |
| Neco Vila Lobos        | Afonso (jovem)                                             |
| Leona Cavalli          | Edilásia (jovem)                                           |
| Micaela Góes           | Germana (jovem)                                            |
| Jamil Hamdan           | Napoleão Sardinha                                          |
| Gabriela de Cicco      | Eva                                                        |
| Maria Pompeu           | Dona Dinah                                                 |
| Luciana Vendramini     | Gracielle                                                  |
| Maurício Ludewig       | Silva                                                      |
| Flávia Bonato          | Dalva                                                      |
| Alexandre Zacchia      | Turcão[carece de fontes?]                                  |
| Ivy Goulart            | Maquiador do ano[carece de fontes?]                        |
| Fernanda Pontes        | Pit Cachorra                                               |
| Paulo Figueiredo       | Dr. Eriberto                                               |
| Paulo Ascenção         | Motorista[carece de fontes?]                               |
| Caco Baresi            | Policial rodoviário                                        |
| David Cardoso          | Pimenta                                                    |
| Jacqueline Laurence    | Víúva de Almeidinha                                        |
| Tuna Dwek              | Bancária suíça                                             |
| Mário Schoemberger     | Borja                                                      |
| Adriana de Broux       | Clarisse (mulher de Borja)                                 |
| Cláudia Ohana          | Zuleide                                                    |
| Juliana Mesquita       | Mila[carece de fontes?]                                    |
| Iara Jamra             | Margarida                                                  |
| Paula Burlamaqui       | Cliente de Pai Helinho                                     |
| Mara Manzan            | Cliente de Pai Helinho                                     |
| Yaçanã Martins         | Cliente de Pai Helinho                                     |
| Jandir Ferrari         | Carvalho                                                   |
| Carvalhinho            | Silveirinha                                                |
| Berta Loran            | Dinorá                                                     |
| José Carlos Sanches    | Vendedor de carros                                         |
| Dirce Migliaccio       | Zazi                                                       |
| Castro Gonzaga         | Padre                                                      |
| José D'Artagnan Júnior | Luís                                                       |
| Eliane Costa           | Marizete                                                   |
| Paulo Giardini         | Vilhena                                                    |
| Gustavo Rodrigues      | Dr. Júlio Malheiros (médico de Moa)                        |
| Ricardo Martins        | Vinícius                                                   |
| Ricardo Pavão          | Nonato (fundidor de ouro)                                  |
| Marcos Otávio          | Repórter[carece de fontes?]                                |
| Ricardo Rathsam        | Evaristo                                                   |
| Samuel Vieira          | Íris                                                       |
| Bernardo Castro Alves  | Neco                                                       |
| Paulo Júnior           | Assaltante                                                 |
| Diego Cristo           | Wolney Pavão                                               |
| Tatiana Muniz          | Intelectual apaixonada por Thor                            |
| Leandro Oliva          | Wanderley                                                  |
| Luiz Nicolau           | Jibóia (presidiário amigo de Kaíke)                        |
| Edmilson Barros        | Joba                                                       |
| Emerson Montovani      | Policial[carece de fontes?]                                |
| José Maurício Machline | Francisquinho                                              |
| Vanessa Pascale        | Paula (namorada de Felipe)                                 |
| Tamara Ribeiro         | Luísa (namorada de Raí)                                    |
| Plínio Soares          | Edgar                                                      |
| Sérgio Loroza          | Tonhão                                                     |
| Ida Gomes              | Tia Heloísa                                                |
| Rita Guedes            | Mariana                                                    |
| Lafayette Galvão       | Pai Serafim                                                |
| Francisca Queiroz      | Carla                                                      |
| Amilton Monteiro       | Dr. Laerte (advogado de Paco)                              |
| Aramis Trindade        | Matuto[carece de fontes?]                                  |
| Murilo Grossi          | Advogado de Toni                                           |
| André Bicudo           | Grama (amigo de Paco e Felipe)                             |
| Iracema Starling       | Carmem                                                     |
| Nicolas Trevijano      | Solano                                                     |
| Paula de Paula         | Recepcionista da empresa Lambertini                        |
| Leandro Hassum         | Vendedor de avestruzes                                     |
| Hugo Gross             | Apresentador de luta                                       |
| Otto Jr.               | Policial[carece de fontes?]                                |
| Raymundo de Souza      | Delegado                                                   |
| Marcius Melhem         | Pretendente nordestino de Verinha[carece de fontes?]       |
| Fernando Caruso        | Pretendente gago de Verinha[carece de fontes?]             |
| Sandro Cristopher      | Strondelli / Firmino Álvares Bezerra[carece de fontes?]    |
| Ed Oliveira            | Nogueira (chefe da segurança de Afonso)[carece de fontes?] |
| Fausto Maulle          | Jamil                                                      |
| David Herman           | Dr. Kruger                                                 |
| Giovani di Toni        | Odete                                                      |
| Marcelo Ferreira       | Ricardo                                                    |
| Octávio Mendes         | Conde                                                      |
| Márcio Vito            | Juiz[carece de fontes?]                                    |
| Adalberto Nunes        | Pai-de-santo                                               |
| Ada Chaseliov          | Solange                                                    |
| Jaime Leibovitch       | Gerente do hotel[carece de fontes?]                        |
| Thaís Garayp           | Parteira de Preta                                          |
| Murilo Elbas           | Médico do sanatório                                        |
| Fábio Lago             | Sem-teto                                                   |
| Milhem Cortaz          | Ladrão                                                     |
| Cássio Pandolfi        | Dono de um mercado                                         |
| Alberto Brigadeiro     | Inspetor Malta                                             |
| Alexandre Picarelli    | Vigarista da festa com Eduardo                             |
| Cláudio Caparica       | Vigarista da festa com Eduardo                             |
| Jean Paul              | Vigarista da festa com Eduardo                             |
| Felipe Nunes Naim      | Raí (bebê)[carece de fontes?]                              |
| Cachorro Floquinho     | Vitamina[carece de fontes?]                                |
| Cachorro Dachsund      | Chocolate[carece de fontes?]                               |

## Produção

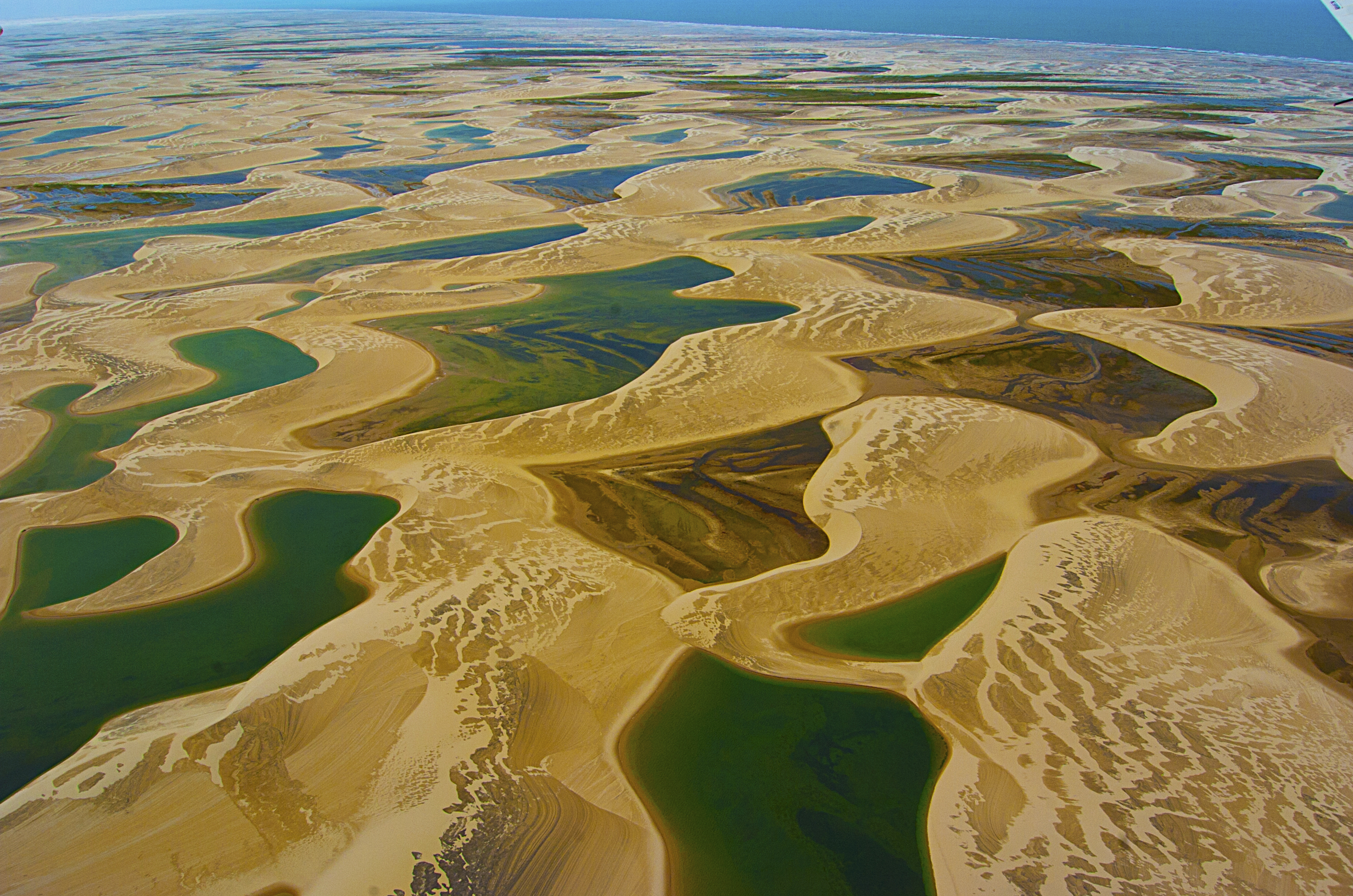
As primeiras gravações ocorreram nos Lençóis Maranhenses.

A trama marcou a estreia de João Emanuel Carneiro como autor, e foi a maior audiência do horário dos anos 2000. Em maio de 2003, o autor recebeu carta branca da Globo e entrou na fila do horário das 19h. A primeira fase da trama teve vinte capítulos e foi exibida até 17 de fevereiro de 2004. A segunda fase iniciou no capítulo 21, exibido em 18 de fevereiro de 2004. A telenovela seria ambientada na Bahia, mas devido a dificuldades nas negociações, a equipe escolheu o Maranhão como locação dos capítulos iniciais. As gravações da novela começaram em 20 de outubro de 2003 nas cidades de São Luís, Alcântara, Barreirinhas, além do Parque Nacional dos Lençóis Maranhenses.
A primeira parte das gravações no estado duraram pouco mais de um mês. Uma das cenas mais emblemáticas da trama é quando o vilão Tony (Guilherme Weber) obriga Bárbara (Giovanna Antonelli) a se vestir de noiva e depois a abandona num lixão. As cenas foram exibidas no capítulo 73, em 19 de abril de 2004 e foram gravadas num lixão público real.

### Escolha do elenco
A cantora Kelly Key foi convidada para interpretar a fogosa Tina, porém recusou para focar em sua carreira musical. Karina Bacchi foi originalmente escolhida para interpretar Moa e chegou a realizar aulas de surf para compor a personagem, porém, com a desistência de Kelly, a direção decidiu remaneja-la para o papel de Tina e escalar Alinne Moraes para interpretar a surfista Moa.
Para dar vida aos seus personagens, os atores Reynaldo Gianecchini, Leonardo Brício, Caio Blat, Cauã Reymond, Pedro Neschling, Rosi Campos e Karina Bacchi tiveram aulas de artes marciais, em diversas modalidades. A telenovela marcou a estreia de Guilherme Weber na TV, ator vindo do cinema e do teatro. Ele interpretou Tony, o grande vilão da trama. As primeiras cenas do personagem foram ao ar no capítulo 23, exibido em 20 de fevereiro de 2004. Também foi a estreia do ator Matheus Nachtergaele em novelas. O ator aceitou fazer a novela, porque o convite partiu do próprio autor João Emanuel Carneiro. Leonardo Brício passou vários dias afastado da trama. A justificativa encontrada para a ausência do ator foi de que seu personagem Ulisses estava viajando, em busca do seu irmão Apolo. O ator voltou à trama no último capítulo, junto com Apolo.
Taís Araújo se tornou a segunda atriz negra a protagonizar uma telenovela na Globo — após Ruth de Souza em A Cabana do Pai Tomás (1969). Oito anos antes Taís já havia se tornado a terceira atriz na história da televisão a protagonizar uma telenovela em Xica da Silva (1996), na Rede Manchete, logo após a própria Ruth e Iolanda Braga, em A Cor da Sua Pele (1965) na TV Tupi.

### Participações especiais
Da Cor do Pecado foi marcada por participações especiais. Solange Couto e Jonathan Haagensen atuaram na primeira fase da trama, como Lita e Dodô, mãe e namorado da protagonista Preta, respectivamente. Ainda na primeira fase, Glória Menezes fez uma participação como a milionária Kiki, uma das vítimas dos golpes do casal Edu e Verinha.
O ator Francisco Cuoco participou de diversos capítulos da trama, interpretando Pai Gaudêncio, um pai de santo famoso e mentor de Helinho. Já o cantor Sidney Magal entrou na trama interpretando Comandante Frazão, um surfista veterano que dominava as artes marciais, e que se envolvia com Mamuska.
A atriz Carolina Dieckmann fez uma participação especial como Júlia, uma bióloga que envolve-se com Paco. Já Flávia Alessandra atuou como Lena, mulher com Sal tem um breve namoro.
A morte do personagem Afonso (Lima Duarte) estava prevista para ocorrer no início da novela, mas o entrosamento que ele tinha com Raí (Sérgio Malheiros) era tão grande que o autor decidiu adiar a morte do personagem. Mesmo tendo sua participação prolongada, o ator saiu da trama antes do término. Afonso morreu baleado por Tony (Guilherme Weber).

## Recepção

### Audiência
Exibição original
O primeiro capítulo obteve 42 pontos de média e 61% de participação, sendo considerada a melhor estreia desde 1996. Sua menor audiência foi de 31 pontos, alcançada em 4 de fevereiro de 2004. A trama bateu recorde de audiência no dia 20 de julho de 2004, segundo dados consolidados, foram alcançados 51 pontos de média. Neste dia foram ao ar as cenas que Afonso desmascara Bárbara. Seu último capítulo teve média de 51 pontos e 55 de pico em São Paulo, com 69% de share. Teve média geral de 43 pontos, sendo a maior audiência do horário das 19 horas nos anos 2000.
Reprises
A primeira reprise, em 2007, teve média geral de 19 pontos, satisfatório para a faixa vespertina.
A segunda reprise, em 2012, estreou com apenas 12 pontos, índice considerado muito baixo para a faixa. Atingia índices pífios entre 9 e 12 pontos, o que ocasionou em seu antecipamento. Porém, só viu seus índices crescerem durante a reta final, atingindo índices na casa dos 17 e 20 pontos. Nessa reprise teve a média geral de 13,5 pontos, sendo até então o terceiro pior desempenho do Vale a Pena Ver de Novo, até ser superado por O Profeta com 11,9, sua sucessora e Sete Pecados que teve média geral de 12,8 pontos.

### Controvérsia
A expressão "da cor do pecado" é considerada racista por ser associada a sexualização de mulheres negras, remetendo ao período de escravidão do Brasil quando a cor negra representava uma espécie de "castigo divino". Na época da exibição da novela, o uso da expressão como título da obra, além da associação da adaptação de samba homônimo composto por Bororó como tema de abertura, receberam críticas negativas. Vinicius Torres Freire, para a Folha de S.Paulo, faz questionamentos sobre os motivos que teriam levado a adotarem a expressão para a trama e associa com "a tolerância com a estupidez, a convivência naturalizada com miríades de preconceitos ou a indiferença estupidificada das pessoas que vivem diante da televisão", que naturaliza "um chavão racista suave e cordial, sem que pareça fazê-lo". Outras críticas também associam o estereótipo da expressão com a abordagem da trama principal.

Nas frames dos primeiros vídeos de divulgação da exibição de Da Cor do Pecado no canal Viva (carregados em sua página no YouTube), o nome da novela é ocultado ("capítulo inédito" acima, "nova novela" abaixo). O mesmo aconteceu nas redes sociais da emissora e em chamadas exibidas na TV no dia da estreia.

Com o anúncio da exibição da novela no canal Viva, em 2021, o assunto voltou à tona. Apesar da divulgação prévia mencionar Da Cor do Pecado, o canal passou a omitir o título da trama no dia de sua estreia em todas as suas plataformas (incluindo a hashtag oficial #DaCorDoPecadoNoVIVA), em 19 de abril de 2021. Ao final da exibição do primeiro capítulo, a emissora inseriu uma cartela com a frase “esta obra reproduz comportamentos e costumes da época em que foi realizada”, sem uma explicação prévia quanto a este aviso. O mesmo alerta passou a ser veiculado ao final de todas as telenovelas em exibição (em ordem de exibição posterior, A Viagem, O Salvador da Pátria e Era uma Vez...). Em comunicado para a imprensa, o Viva confirmou o lançamento da iniciativa após da estreia de Da Cor do Pecado e que iria estender a toda a programação: "Como relembramos ao final da novela, nossas obras reprisadas reproduzem costumes e comportamentos da época em que foram realizadas, um retrato da sociedade que evolui – e de uma Globo que evolui." A partir da reapresentação do primeiro capítulo no dia seguinte, o título da novela passou a ser mencionado em suas plataformas e na TV, em chamadas e com uso da hashtag no canto superior.
Para o site Telepadi, o autor João Emanoel Carneiro associa a ideia do aviso criado pelo Viva com as falas racistas da vilã interpretada por Giovanna Antonelli, dizendo que são justificadas "porque saem da boca da vilã". Quanto ao título, o autor cita que "era uma homenagem à música [o tema de abertura], pode ser que nos dias de hoje soe um pouco anacrônico, de época mesmo."
A ação do canal Viva foi criticada pelo jornalista Mauricio Stycer, em texto para a Folha de S.Paulo, onde afirma que não está claro o motivo da empresa ter tomado essa ação agora, após quase 11 anos no ar exibindo conteúdos antigos da Globo. Ele concorda com a iniciativa chamada de "cartela de contexto da época", mas ressalta que não quer que a ideia "sirva apenas para a Globo 'lavar as mãos' e dizer que 'as coisas eram assim' no passado. É importante olhar para trás com disposição de encarar os erros e falar deles no presente." e sugere que a empresa trate do assunto (que iniciou por causa de Da Cor do Pecado) abertamente com os espectadores: "Explicar por que está fazendo essa advertência, quais são os problemas de cada novela e por que não aceitamos eles hoje. Isso sim seria o retrato de uma sociedade que evolui."

## Exibição

### Exibição Internacional
Da Cor do Pecado já foi vendida para mais de mais de cem países e é a segunda novela mais exportada pela Globo. Avenida Brasil, também de João Emanuel Carneiro, é a mais vendida, com 130 países. A Vida da Gente praticamente empata com Da Cor do Pecado, tendo sido vendida para 98 países.

### Reprises
Foi reapresentada no Vale a Pena Ver de Novo de 7 de maio a 16 de novembro de 2007, substituindo Era uma vez... e sendo substituída por Coração de Estudante. Durante a exibição desta reprise, o capítulo de número 78, que seria exibido em 22 de agosto de 2007, uma quarta-feira, não foi ao ar devido à transmissão do amistoso de futebol entre Brasil e Argélia. Com isso, a reprise, que teria 140 capítulos, fechou com 139.
Foi reapresentada novamente no Vale a Pena Ver de Novo de 24 de setembro de 2012 a 22 de fevereiro de 2013, em 110 capítulos, substituindo Chocolate com Pimenta e sendo substituída por O Profeta.
Foi exibida na íntegra pelo Canal Viva de 19 de abril a 19 de novembro de 2021, substituindo Mulheres Apaixonadas e sendo substituída por Páginas da Vida no horário das 23h, com reprise às 13h30 e maratona aos domingos (das 19h às 23h45).

### Outras Mídias
Em 3 de janeiro de 2022, foi disponibilizada na íntegra pelo Globoplay, como parte do Projeto Resgate da plataforma.

## Trilha sonora

### Nacional
A primeira trilha sonora da telenovela foi lançada em 12 de fevereiro de 2004 pela Som Livre, trazendo o repertório nacional. Taís Araújo estampou a capa do álbum.
Lista de faixas
| N.º | Título                                     | Música                        | Personagem tema           | Duração |  |
| 1.  | "Vou Deixar"                               | Skank                         | Família Sardinha          | 3:43    |  |
| 2.  | "Jura Secreta"                             | Zélia Duncan                  | Preta e Paco              | 3:25    |  |
| 3.  | "Samba do Approach"                        | Zeca Baleiro e Zeca Pagodinho | Eduardo, Verinha e Beki   | 3:31    |  |
| 4.  | "É Você"                                   | Tribalistas                   | Moa e Paco                | 3:16    |  |
| 5.  | "Pras Bandas de Lá"                        | Mystical Roots                | Geral                     | 3:42    |  |
| 6.  | "Você Me Vira a Cabeça (Me Tira do Sério)" | Alcione                       | Preta                     | 3:20    |  |
| 7.  | "Palavras ao Vento"                        | Cássia Eller                  | Preta e Paco              | 3:47    |  |
| 8.  | "Temporal"                                 | Pitty                         | Kika e Sal                | 3:45    |  |
| 9.  | "Dezembros"                                | Fagner                        | Paco                      | 3:45    |  |
| 10. | "Márcia Rodinha"                           | Ramatis                       | Tina                      | 3:20    |  |
| 11. | "Atordoado"                                | CPM 22                        | Abelardo, Thor e Dionísio | 3:24    |  |
| 12. | "Maior que o Verão"                        | Adelmo Casé                   | Ulisses                   | 3:15    |  |
| 13. | "Tem quem Queira"                          | Antônio Vieira                | Pai Helinho               | 3:31    |  |
| 14. | "Da Cor do Pecado"                         | Luciana Mello                 | Abertura                  | 3:38    |  |
| 15. | "Só Você"                                  | Fábio Almeida                 | Geral                     | 3:27    |  |
| 16. | "Da Cor do Reggae"                         | Alpha Beth                    | Geral                     | 3:31    |  |

### Internacional
A segunda trilha sonora da telenovela foi lançada em 25 de março de 2004 pela Som Livre, trazendo o repertório internacional. Alinne Moraes estampou a capa do álbum.
Lista de faixas
| N.º | Título                             | Música           | Personagem tema           | Duração |  |
| 1.  | "When I See You"                   | Macy Gray        | Preta                     | 3:43    |  |
| 2.  | "Times Like These"                 | Jack Johnson     | Paco                      | 3:25    |  |
| 3.  | "Don't Leave Home"                 | Dido             | Kika e Sal                | 3:31    |  |
| 4.  | "I Believe in a Thing Called Love" | The Darkness     | Abelardo                  | 3:16    |  |
| 5.  | "Epoca"                            | Gotan Project    | Bárbara                   | 3:42    |  |
| 6.  | "Crash Push"                       | Robi Draco Rosa  | Raí                       | 3:20    |  |
| 7.  | "What a Difference a Day Made"     | Jamie Cullum     | Afonso e Germana          | 3:47    |  |
| 8.  | "Super Duper Love"                 | Joss Stone       | Tina e os irmãos Sardinha | 3:45    |  |
| 9.  | "Françafrique"                     | Tiken Jah Fakoly | Geral                     | 3:45    |  |
| 10. | "Crazy Little Thing Called Love"   | Michael Bublé    | Edilásia                  | 3:20    |  |
| 11. | "Unbelievable"                     | Stereo Bros.     | Thor / Dinísio            | 3:24    |  |
| 12. | "Désert D'amour"                   | Da Phazz         | Verinha, Eduardo e Beki   | 3:15    |  |
| 13. | "Try"                              | Nelly Furtado    | Moa e Paco                | 3:31    |  |
| 14. | "The Last Goodbye"                 | Lara Fabian      | Kaike e Olívia            | 3:38    |  |
| 15. | "Paradise Island" (Instrumental)   | Ibiza            | Geral                     | 3:27    |  |

## Prêmios e Indicações
APCA  (Ano 2004)
- Televisão: melhor revelação (João Emanuel Carneiro)

Troféu Raça Negra (Ano 2004)
- Atrz - (Taís Araújo)
- Ator - (Rocco Pitanga)

Troféu Imprensa (Ano 2004)
- Revelação (Sérgio Malheiros)
- Música "Vou Deixar" Skank

Troféu Internet (Ano 2005)
- Música "Vou Deixar" Skank

Prêmio Qualidade Brasil RJ (Ano 2004)
- Ator revelação (Sérgio Malheiros)

TV Press (Ano 2004)
- Melhor ator coadjuvante - (Matheus Nachtergaele)
- Ator revelação - (Guilherme Weber)
- Melhor diretor - (Denise Saraceni)

Troféu Leão Lobo (Ano 2004)
- Ator revelação (Sérgio Malheiros)

Melhores do Ano Domingão do Faustão (2004)
- Melhor Ator Mirim - (Sérgio Malheiros)
- Música do ano - "Vou Deixar" Skank

Prêmio Contigo! (Ano 2004)
Vencido
- Melhor ator infantil (Sérgio Malheiros)
- Melhor par romântico (Taís Araújo e Reynaldo Gianecchini)

Indicações
- Melhor ator (Reynaldo Gianecchini)
- Melhor atriz (Giovanna Antonelli)
- Melhor atriz (Taís Araújo)
- Melhor ator infantil (Felipe Latgé)
- Melhor diretor (Denise Saraceni)
- Melhor novela
- Melhor ator coadjuvante (Lima Duarte)
- Melhor ator coadjuvante (Matheus Nachtergaele)
- Melhor atriz coadjuvante (Rosi Campos)
- Melhor autor (João Emanuel Carneiro)
- Melhor ator revelação (Guilherme Weber)